# تپه سفید چغا
تپه سفید چغا مربوط به دوران میانه دوران‌های تاریخی پس از اسلام است و در شهرستان صحنه، بخش مرکزی، روستای سفید چغا واقع شده و این اثر در تاریخ ۱۸ خرداد ۱۳۸۴ با شمارهٔ ثبت ۱۱۸۲۱ به‌عنوان یکی از آثار ملی ایران به ثبت رسیده است.